# Werner Arnold (Gewichtheber)

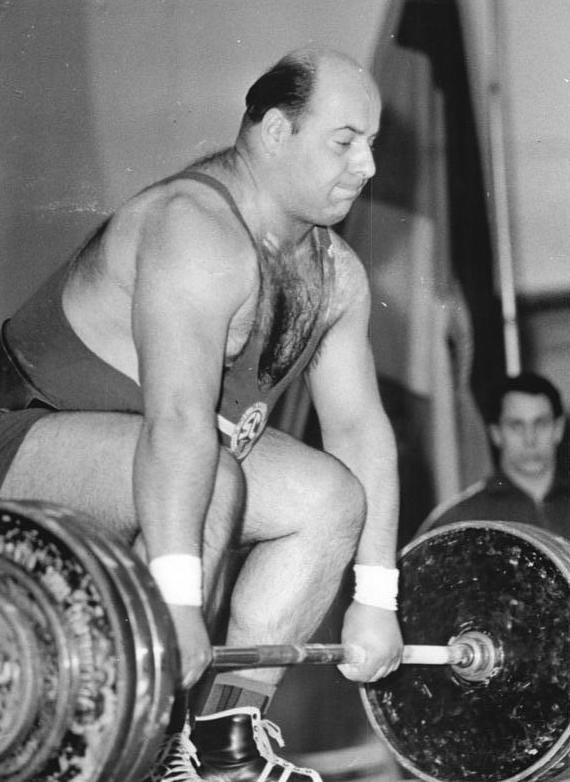
Werner Arnold gewinnt 1965 den DDR-Meistertitel im Schwergewicht

Werner Arnold (geb. 11. Juni 1935 in Oberlungwitz; gest. 14. März 2025) war ein deutscher Gewichtheber (DDR).

## Werdegang
Der gebürtige Sachse Werner Arnold wuchs in seinem Geburtsort auf und erlernte das Sattlerhandwerk. Als kräftiger junger Mann wandte er sich dem Gewichtheben zu und begann bei der BSG „Chemie“ Chemnitz mit diesem Sport. Dort hatte sich unter der Leitung von Herbert Svejkovski ein erfolgreiches Gewichtheberzentrum gebildet. Später startete er auch noch für BSG Chemie Karl-Marx-Stadt bzw. SC Motor Karl-Marx-Stadt. Bald stellten sich für Werner Arnold erste Erfolge ein. 1953 belegte er bei den damals noch gesamtdeutsch ausgetragenen deutschen Jugendmeisterschaften den 2. Platz im Schwergewicht und wurde 1954 gesamtdeutscher Juniorenmeister. Im Laufe seiner Karriere kam er auch zu einigen internationalen Einsätzen. 1960 vertrat er Deutschland bei den Olympischen Spielen in Rom. 1964 scheiterte er in der Olympiaqualifikation durch drei ungültige Versuche im Drücken. Nach 1955 starteten die mitteldeutschen Sportler nur mehr bei den DDR-Meisterschaften. Werner Arnold erzielte bei diesen bis 1965 hervorragende Ergebnisse und wurde sechsmal DDR-Meister im Schwergewicht. Er war der erste Schwergewichtler der DDR, der internationales Niveau erreichte.

## Internationale Erfolge
(OS = Olympische Spiele, WM = Weltmeisterschaften, EM = Europameisterschaften, S = Schwergewicht)
- 1957, 6. Platz, EM in Kattowitz, S, mit 407,5 kg;
- 1959, 9. Platz (6. Platz), WM + EM in Warschau, S, mit 417,5 kg;
- 1960, 12. Platz, OS in Rom, S, mit 425 (135.0, 125.0, 165.0) kg

## Länderkämpfe
- 1956, DDR – Ungarn, S, 377,5 kg – Toth, György, 390,
- 1959, DDR – Frankreich, S, 417,5 kg – Hamm, 377,5 kg,
- 1964, DDR – Finnland, S, 465 kg – Eino Mäkinen, 462,5 kg

## DDR-Meisterschaften
- 1957, 1. Platz, S, mit 407,5 kg, vor Kurt Stemplinger, Leipzig, 357,5 kg;
- 1958, 1. Platz, S, mit 400 kg;
- 1959, 1. Platz, S, mit 407,5 kg, vor Stemplinger, 400 kg;
- 1960, 1. Platz, S;
- 1961, 1. Platz, S;
- 1962, 3. Platz, S, mit 405 kg, hinter Stemplinger, 440 kg und Manfred Rieger, Zittau, 417,5 kg;
- 1964, 2. Platz, S, mit 450 kg, hinter Stemplinger, 465 kg;
- 1965, 1. Platz, S, mit 455 kg, vor Pfeil, Leipzig, 412,5 kg